# Tenuipalpus sophiae
Tenuipalpus sophiae är en spindeldjursart som beskrevs av Meyer 1979. Tenuipalpus sophiae ingår i släktet Tenuipalpus och familjen Tenuipalpidae. Inga underarter finns listade i Catalogue of Life.